# Division Atlantique de la LNH
En Amérique du Nord, la division Atlantique de la Ligue nationale de hockey (ou : section Atlantique) a été créée en 1993 en tant que partie de l'Association de l'Est durant le réalignement opéré par la Ligue. Sa prédécesseure était la division Patrick. Elle est parfois abrégée ATL.
Elle fut grandement modifiée en 2013 par un nouveau réalignement des équipes.

## Équipes actuelles
- Bruins de Boston
- Sabres de Buffalo
- Red Wings de Détroit
- Panthers de la Floride
- Canadiens de Montréal
- Sénateurs d'Ottawa
- Lightning de Tampa Bay
- Maple Leafs de Toronto

## Évolution de la division

### 1993-1998
La division Atlantique est formée en résultat du réalignement de la LNH. Ainsi, les Devils du New Jersey, les Islanders de New York, les Rangers de New York, les Flyers de Philadelphie et les Capitals de Washington rejoignent la division en tant qu'anciennes équipes de la division Patrick. Le Lightning de Tampa Bay provient de la Division Norris et les Panthers de la Floride sont ajoutés à titre de nouvelle équipe.

### 1998-2013
À la suite de l'arrivée des Predators de Nashville, deux nouvelles divisions sont créées et les Panthers, le Lightning et les Capitals sont déplacés dans une des nouvelles division, la division Sud-Est. Dans le même temps, les Penguins de Pittsburgh proviennent de la division Nord-Est.
Les équipes sont donc les suivantes :
- Devils du New Jersey
- Islanders de New York
- Rangers de New York
- Flyers de Philadelphie
- Penguins de Pittsburgh

### Depuis 2013
À la suite du déménagement des Thrashers d'Atlanta à Winnipeg la LNH désire faire un réalignement de ses divisions pour permettre à l'équipe de quitter l'Association de l'Est pour l'Association de l'Ouest. Ceci met donc fin à la Division Atlantique actuelle toutes ces équipes se joignant à la nouvelle division Métropolitaine. La division Atlantique devient le successeur des anciennes division Nord-Est et division Sud-Est. La division comprend donc les Bruins de Boston, les Sabres de Buffalo, les Canadiens de Montréal, les Sénateurs d'Ottawa et les Maple Leafs de Toronto de la défunte division Nord-Est, les Panthers de la Floride et le Lightning de Tampa Bay de la défunte division Sud-Est et les Red Wings de Détroit qui quittent la division Centrale et l'Association de l'Ouest.
Les équipes sont donc les suivantes :
- Bruins de Boston
- Sabres de Buffalo
- Red Wings de Détroit
- Panthers de la Floride
- Canadiens de Montréal
- Sénateurs d'Ottawa
- Lightning de Tampa Bay
- Maple Leafs de Toronto

## Champions de division
Légende :
- Vainqueur de la Coupe Stanley
- Finaliste de la Coupe Stanley

| Saison  | Franchise                            | Bilan                                | Pts                                  | Résultats en playoffs |
| ------- | ------------------------------------ | ------------------------------------ | ------------------------------------ | --- |
| 1993-94 | Rangers de New York                  | 52-24-8                              | 112                                  | Victoire - Quarts de finale de conférence Est (Islanders) 4-0 Victoire - Demi-finale de conférence Est (Capitals) 4-1 Victoire - Finale de conférence Est (Devils) 4-3 Victoire - Coupe Stanley (Canucks) 4-3        |
| 1994-95 | Flyers de Philadelphie               | 28-16-4                              | 60                                   | Victoire - Quarts de finale de conférence Est (Sabres) 4-1 Victoire - Demi-finale de conférence Est (Rangers) 4-0 Défaite - Finale de conférence Est (Devils) 4-2                                                    |
| 1995-96 | Flyers de Philadelphie               | 45-24-13                             | 103                                  | Victoire - Quarts de finale de conférence Est (Lightning) 4-2 Défaite - Demi-finale de conférence Est (Panthers) 4-2                                                                                                 |
| 1996-97 | Devils du New Jersey                 | 45-23-14                             | 104                                  | Victoire - Quarts de finale de conférence Est (Canadiens) 4-1 Défaite - Demi-finale de conférence Est (Rangers) 4-1                                                                                                  |
| 1997-98 | Devils du New Jersey                 | 48-23-11                             | 107                                  | Défaite - Quarts de finale de conférence Est (Sénateurs) 4-2 |
| 1998-99 | Devils du New Jersey                 | 47-24-11                             | 105                                  | Défaite - Quarts de finale de conférence Est (Penguins) 4-3 |
| 1999-00 | Flyers de Philadelphie               | 45-22-12-3                           | 105                                  | Victoire - Quarts de finale de conférence Est (Sabres) 4-1 Victoire - Demi-finale de conférence Est (Penguins) 4-2 Défaite - Finale de conférence Est (Devils) 4-3                                                   |
| 2000-01 | Devils du New Jersey                 | 48-19-12-3                           | 111                                  | Victoire - Quarts de finale de conférence Est (Hurricanes) 4-2 Victoire - Demi-finale de conférence Est (Maple Leafs) 4-3 Victoire - Finale de conférence Est (Penguins) 4-1 Défaite - Coupe Stanley (Avalanche) 4-3 |
| 2001-02 | Flyers de Philadelphie               | 42-27-10-3                           | 97                                   | Défaite - Quarts de finale de conférence Est (Sénateurs) 4-1 |
| 2002-03 | Devils du New Jersey                 | 46-20-10-6                           | 108                                  | Victoire - Quarts de finale de conférence Est (Bruins) 4-1 Victoire - Demi-finale de conférence Est (Lightning) 4-1 Victoire - Finale de conférence Est (Sénateurs) 4-3 Victoire - Coupe Stanley (Mighty Ducks) 4-0  |
| 2003-04 | Flyers de Philadelphie               | 40-21-15-6                           | 101                                  | Victoire - Quarts de finale de conférence Est (Devils) 4-1 Victoire - Demi-finale de conférence Est (Maple Leafs) 4-2 Défaite - Finale de conférence Est (Lightning) 4-3                                             |
| 2004-05 | Saison annulée en raison du lock-out | Saison annulée en raison du lock-out | Saison annulée en raison du lock-out | Saison annulée en raison du lock-out |
| 2005-06 | Devils du New Jersey                 | 46-27-9                              | 101                                  | Victoire - Quarts de finale de conférence Est (Rangers) 4-0 Défaite - Demi-finale de conférence Est (Hurricanes) 4-1                                                                                                 |
| 2006-07 | Devils du New Jersey                 | 49-24-9                              | 107                                  | Victoire - Quarts de finale de conférence Est (Lightning) 4-2 Défaite - Demi-finale de conférence Est (Sénateurs) 4-1                                                                                                |
| 2007-08 | Penguins de Pittsburgh               | 47-27-8                              | 102                                  | Victoire - Quarts de finale de conférence Est (Sénateurs) 4-0 Victoire - Demi-finale de conférence Est (Rangers) 4-1 Victoire - Finale de conférence Est (Flyers) 1-4 Défaite - Coupe Stanley (Red Wings) 4-2        |
| 2008-09 | Devils du New Jersey                 | 51-27-4                              | 106                                  | Défaite - Quarts de finale de conférence Est (Hurricanes) 4-3 |
| 2009-10 | Devils du New Jersey                 | 48-27-7                              | 103                                  | Défaite - Quarts de finale de conférence Est (Flyers) 4-1 |
| 2010-11 | Flyers de Philadelphie               | 47-23-12                             | 106                                  | Victoire - Quarts de finale de conférence Est (Sabres) 4-3 Défaite - Demi-finale de conférence Est (Bruins) 4-0 |
| 2011-12 | Rangers de New York                  | 51-27-7                              | 109                                  | Victoire - Quarts de finale de conférence Est (Sénateurs) 4-3 Victoire - Demi-finale de conférence Est (Capitals) 4-3 Défaite - Finale de conférence Est (Devils) 4-2                                                |
| 2012-13 | Penguins de Pittsburgh               | 36-12-0                              | 72                                   | Victoire - Quarts de finale de conférence Est (Islanders) 4-2 Victoire - Demi-finale de conférence Est (Sénateurs) 4-1 Défaite - Finale de conférence Est (Bruins) 4-0                                               |
| 2013-14 | Bruins de Boston                     | 54-19-9                              | 117                                  | Victoire - Quarts de finale de conférence Est (Red Wings) 4-1 Défaite - Demi-finale de conférence Est (Canadiens) 4-3                                                                                                |
| 2014-15 | Canadiens de Montréal                | 50-22-10                             | 110                                  | Victoire - Quarts de finale de conférence Est (Sénateurs) 4-2 Défaite - Demi-finale de conférence Est (Lightning) 4-2                                                                                                |
| 2015-16 | Panthers de la Floride               | 47-26-9                              | 103                                  | Défaite - Quarts de finale de conférence Est (Islanders) 4-2 |
| 2016-17 | Canadiens de Montréal                | 47-26-9                              | 103                                  | Défaite - Quarts de finale de conférence Est (Rangers) 4-2 |
| 2017-18 | Lightning de Tampa Bay               | 54-23-5                              | 113                                  | Victoire - Quarts de finale de conférence Est (Devils) 4-1 Victoire - Demi-finale de conférence Est (Bruins) 4-1 Défaite - Finale de conférence Est (Capitals) 4-3                                                   |
| 2018-19 | Lightning de Tampa Bay               | 62-16-4                              | 128                                  | Défaite - Quarts de finale de conférence Est (Blue Jackets) 4-0 |
| 2019-20 | Bruins de Boston                     | 44-14-12                             | 100                                  | Victoire - Quarts de finale de conférence Est (Hurricanes) 4-1 Défaite - Demi-finale de conférence Est (Lightning) 4-1                                                                                               |
| 2020-21 | Division suspendue                   | Division suspendue                   | Division suspendue                   | Division suspendue |
| 2021-22 | Panthers de la Floride               | 58-18-6                              | 122                                  | Victoire - Quarts de finale de conférence Est (Capitals) 4-2 Défaite - Demi-finale de conférence Est (Lightning) 4-0                                                                                                 |
| 2022-23 | Bruins de Boston                     | 65-12-5                              | 135                                  | Défaite - Quarts de finale de conférence Est (Panthers) 4-3 |

## Résultats saison par saison
- Vainqueur de la Coupe Stanley
- Finaliste de la Coupe Stanley
- Qualifié pour les séries éliminatoires
- (x) : Classement (seed) dans la conférence en fin de saison
- P : Vainqueur de la Coupe du Président

| Saison                   | Bilan des équipes                                       | Bilan des équipes                                       | Bilan des équipes                                       | Bilan des équipes                                       | Bilan des équipes                                       | Bilan des équipes                                       | Bilan des équipes                                       | Bilan des équipes                                       |
| ------------------------ | ------------------------------------------------------- | ------------------------------------------------------- | ------------------------------------------------------- | ------------------------------------------------------- | ------------------------------------------------------- | ------------------------------------------------------- | ------------------------------------------------------- | ------------------------------------------------------- |
| Saison                   | 1er                                                     | 2e                                                      | 3e                                                      | 4e                                                      | 5e                                                      | 6e                                                      | 7e                                                      | 8e                                                      |
| 1993-94                  | (2) NY Rangers P (112)                                  | (3) New Jersey (106)                                    | (7) Washington (88)                                     | (8) NY Islanders (84)                                   | Floride (83)                                            | Philadelphie (80)                                       | Tampa Bay (71)                                          |                                                         |
| 1994-95                  | (2) Philadelphie (60)                                   | (5) New Jersey (52)                                     | (6) Washington (52)                                     | (8) NY Rangers (47)                                     | Floride (46)                                            | Tampa Bay (37)                                          | NY Islanders (35)                                       |                                                         |
| 1995-96                  | (1) Philadelphie (103)                                  | (3) NY Rangers (96)                                     | (4) Floride (92)                                        | (7) Washington (89)                                     | (8) Tampa Bay (88)                                      | New Jersey (86)                                         | NY Islanders (54)                                       |                                                         |
| 1996-97                  | (1) New Jersey (104)                                    | (3) Philadelphie (103)                                  | (4) Floride (89)                                        | (5) NY Rangers (86)                                     | Washington (75)                                         | Tampa Bay (74)                                          | NY Islanders (70)                                       |                                                         |
| 1997-98                  | (1) New Jersey (107)                                    | (3) Philadelphie (95)                                   | (4) Washington (92)                                     | NY Islanders (71)                                       | NY Rangers (68)                                         | Floride (63)                                            | Tampa Bay (44)                                          |                                                         |
| 1998-99                  | (1) New Jersey (105)                                    | (5) Philadelphie (93)                                   | (8) Pittsburgh (90)                                     | NY Rangers (77)                                         | NY Islanders (58)                                       |                                                         |                                                         |                                                         |
| 1999-00                  | (1) Philadelphie (105)                                  | (4) New Jersey (103)                                    | (7) Pittsburgh (88)                                     | NY Rangers (73)                                         | NY Islanders (58)                                       |                                                         |                                                         |                                                         |
| 2000-01                  | (1) New Jersey (111)                                    | (4) Philadelphie (100)                                  | (6) Pittsburgh (96)                                     | NY Rangers (72)                                         | NY Islanders (52)                                       |                                                         |                                                         |                                                         |
| 2001-02                  | (2) Philadelphie (97)                                   | (5) NY Islanders (96)                                   | (6) New Jersey (95)                                     | NY Rangers (90)                                         | Pittsburgh (69)                                         |                                                         |                                                         |                                                         |
| 2002-03                  | (2) New Jersey (108)                                    | (4) Philadelphie (107)                                  | (8) NY Islanders (83)                                   | NY Rangers (78)                                         | Pittsburgh (65)                                         |                                                         |                                                         |                                                         |
| 2003-04                  | (3) Philadelphie (101)                                  | (5) New Jersey (100)                                    | (8) NY Islanders (91)                                   | NY Rangers (69)                                         | Pittsburgh (58)                                         |                                                         |                                                         |                                                         |
| 2004-05                  | Saison annulée en raison du lock-out                    | Saison annulée en raison du lock-out                    | Saison annulée en raison du lock-out                    | Saison annulée en raison du lock-out                    | Saison annulée en raison du lock-out                    | Saison annulée en raison du lock-out                    | Saison annulée en raison du lock-out                    | Saison annulée en raison du lock-out                    |
| 2005-06                  | (3) New Jersey (101)                                    | (5) Philadelphie (101)                                  | (6) NY Rangers (100)                                    | NY Islanders (78)                                       | Pittsburgh (58)                                         |                                                         |                                                         |                                                         |
| 2006-07                  | (2) New Jersey (107)                                    | (5) Pittsburgh (105)                                    | (6) NY Rangers (94)                                     | (8) NY Islanders (92)                                   | Philadelphie (56)                                       |                                                         |                                                         |                                                         |
| 2007-08                  | (2) Pittsburgh (102)                                    | (4) New Jersey (99)                                     | (5) NY Rangers (97)                                     | (6) Philadelphie (95)                                   | NY Islanders (79)                                       |                                                         |                                                         |                                                         |
| 2008-09                  | (3) New Jersey (106)                                    | (4) Pittsburgh (99)                                     | (5) Philadelphie (99)                                   | (7) NY Rangers (95)                                     | NY Islanders (61)                                       |                                                         |                                                         |                                                         |
| 2009-10                  | (2) New Jersey (103)                                    | (4) Pittsburgh (101)                                    | (7) Philadelphie (88)                                   | NY Rangers (87)                                         | NY Islanders (79)                                       |                                                         |                                                         |                                                         |
| 2010-11                  | (2) Philadelphie (106)                                  | (4) Pittsburgh (106)                                    | (8) NY Rangers (93)                                     | New Jersey (81)                                         | NY Islanders (73)                                       |                                                         |                                                         |                                                         |
| 2011-12                  | (1) NY Rangers (109)                                    | (4) Pittsburgh (108)                                    | (5) Philadelphie (103)                                  | (6) New Jersey (102)                                    | NY Islanders (79)                                       |                                                         |                                                         |                                                         |
| 2012-13                  | (1) Pittsburgh (72)                                     | (6) NY Rangers (56)                                     | (8) NY Islanders (55)                                   | Philadelphie (49)                                       | New Jersey (48)                                         |                                                         |                                                         |                                                         |
| Réalignement de la ligue |                                                         |                                                         |                                                         |                                                         |                                                         |                                                         |                                                         |                                                         |
| 2013-14                  | (1) Boston P (117)                                      | (2) Tampa Bay (101)                                     | (3) Montréal (100)                                      | (WC2) Détroit (93)                                      | Ottawa (88)                                             | Toronto (84)                                            | Floride (66)                                            | Buffalo (52)                                            |
| 2014-15                  | (1) Montréal (110)                                      | (2) Tampa Bay (108)                                     | (3) Détroit (100)                                       | (WC1) Ottawa (99)                                       | Boston (96)                                             | Floride (91)                                            | Toronto (68)                                            | Buffalo (54)                                            |
| 2015-16                  | (1) Floride (103)                                       | (2) Tampa Bay (97)                                      | (3) Détroit (93)                                        | Boston (93)                                             | Ottawa (85)                                             | Montréal (82)                                           | Buffalo (81)                                            | Toronto (69)                                            |
| 2016-17                  | (1) Montréal (103)                                      | (2) Ottawa (98)                                         | (3) Boston (95)                                         | (WC2) Toronto (95)                                      | Tampa Bay (94)                                          | Floride (81)                                            | Détroit (79)                                            | Buffalo (78)                                            |
| 2017-18                  | (1) Tampa Bay (113)                                     | (2) Boston (112)                                        | (3) Toronto (105)                                       | Floride (96)                                            | Détroit (73)                                            | Montréal (71)                                           | Ottawa (67)                                             | Buffalo (62)                                            |
| 2018-19                  | (1) Tampa Bay P (128)                                   | (2) Boston (107)                                        | (3) Toronto (100)                                       | Montréal (96)                                           | Floride (86)                                            | Buffalo (76)                                            | Détroit (74)                                            | Ottawa (64)                                             |
| 2019-20                  | (1) Boston P (70 pj; 100 pts; .714 pct)                 | (2) Tampa Bay (70 pj; 92 pts; .657 pct)                 | (8) Toronto (70 pj; 81 pts; .579 pct)                   | (10) Floride (69 pj; 78 pts; .565 pct)                  | (12) Montréal (71 pj; 71 pts; .500 pct)                 | Buffalo (69 pj; 68 pts; .493 pct)                       | Ottawa (71 pj; 62 pts; .437 pct)                        | Détroit (71 pj; 39 pts; .275 pct)                       |
| 2020-21                  | Division suspendue; réalignement de la ligue provisoire | Division suspendue; réalignement de la ligue provisoire | Division suspendue; réalignement de la ligue provisoire | Division suspendue; réalignement de la ligue provisoire | Division suspendue; réalignement de la ligue provisoire | Division suspendue; réalignement de la ligue provisoire | Division suspendue; réalignement de la ligue provisoire | Division suspendue; réalignement de la ligue provisoire |
| 2021-22                  | (1) Floride P (122)                                     | (2) Toronto (115)                                       | (3) Tampa Bay (110)                                     | (WC1) Boston (107)                                      | Buffalo (75)                                            | Détroit (74)                                            | Ottawa (73)                                             | Montréal (55)                                           |
| 2022-23                  | (1) Boston P (135)                                      | (2) Toronto (111)                                       | (3) Tampa Bay (98)                                      | (WC2) Floride (92)                                      | Buffalo (91)                                            | Ottawa (86)                                             | Détroit (80)                                            | Montréal (68)                                           |

## Vainqueurs de la Coupe Stanley
- 1994 - Rangers de New York
- 1995 - Devils du New Jersey
- 2000 - Devils du New Jersey
- 2003 - Devils du New Jersey
- 2009 - Penguins de Pittsburgh
- 2020 - Lightning de Tampa Bay
- 2024 - Panthers de la Floride

## Vainqueurs de la Coupe du Président
- 1994 - Rangers de New York
- 2014 - Bruins de Boston
- 2019 - Lightning de Tampa Bay
- 2020 - Bruins de Boston
- 2022 - Panthers de la Floride
- 2023 - Bruins de Boston

## Liste des équipes vainqueur de la Division Atlantique
| Franchise              | Titres | Dernier titre | Années                                               |
| ---------------------- | ------ | ------------- | ---------------------------------------------------- |
| Devils du New Jersey   | 9      | 2010          | 1997, 1998, 1999, 2001, 2003, 2006, 2007, 2009, 2010 |
| Flyers de Philadelphie | 6      | 2011          | 1995, 1996, 2000, 2002, 2004, 2011                   |
| Bruins de Boston       | 3      | 2023          | 2014, 2020, 2023                                     |
| Panthers de la Floride | 2      | 2022          | 2016, 2022                                           |
| Canadiens de Montréal  | 2      | 2017          | 2015, 2017                                           |
| Rangers de New York    | 2      | 2012          | 1994, 2012                                           |
| Penguins de Pittsburgh | 2      | 2013          | 2008, 2013                                           |
| Lightning de Tampa Bay | 2      | 2019          | 2018, 2019                                           |

- en italique : Anciens membres de la division

## Référence
- (en) Histoire de la LNH sur nhl.com